# Ansfrid el Danés
Ansfrid I el Danés  también Ansfrid le Goz y Ansfrid Hrolfson (Tillières-sur-Avre, 915-978) fue un caudillo normando, noble de origen noruego, vizconde de Hiémois hasta su muerte en 978. Era tercer hijo del vikingo Rollo Turstain Brico, un hijo de Hrollaug Rögnvaldarson, y sobrino de Rollon de Normandía. Es el primer referente de la familia le Goz, la casa de los condes de Avranches.

## Herencia
Se casó con Helloe de Beulac (c. 990), hija de Godfrey [Ginbert] de Beulac (c. 911-942). Fruto de esa relación se conocen dos hijos:
- Catherine de Briquebec (c. 955), esposa de Bernard d'Argouges (c. 950). Padres de Torf de Argouges (c. 980-1020), señor de Argouges (Bessin). Torf se casó con Sprota de Grandmesnil, una hija de Guillermo de Grandmesnil.
- Ansfrid II el Danés, (c. 970-1054), vizconde de Hièmois y señor de Falaise.[3] Padre de Thorstein le Goz.

Otras fuentes también le imputan la paternidad de Louis le Goz, vizconde de Avranches. Louis le Goz sería padre de Louise Le Goz, esposa de Guillaume Fitz Walter De la Mare.